# Harai-Tsuri-Komi-Ashi

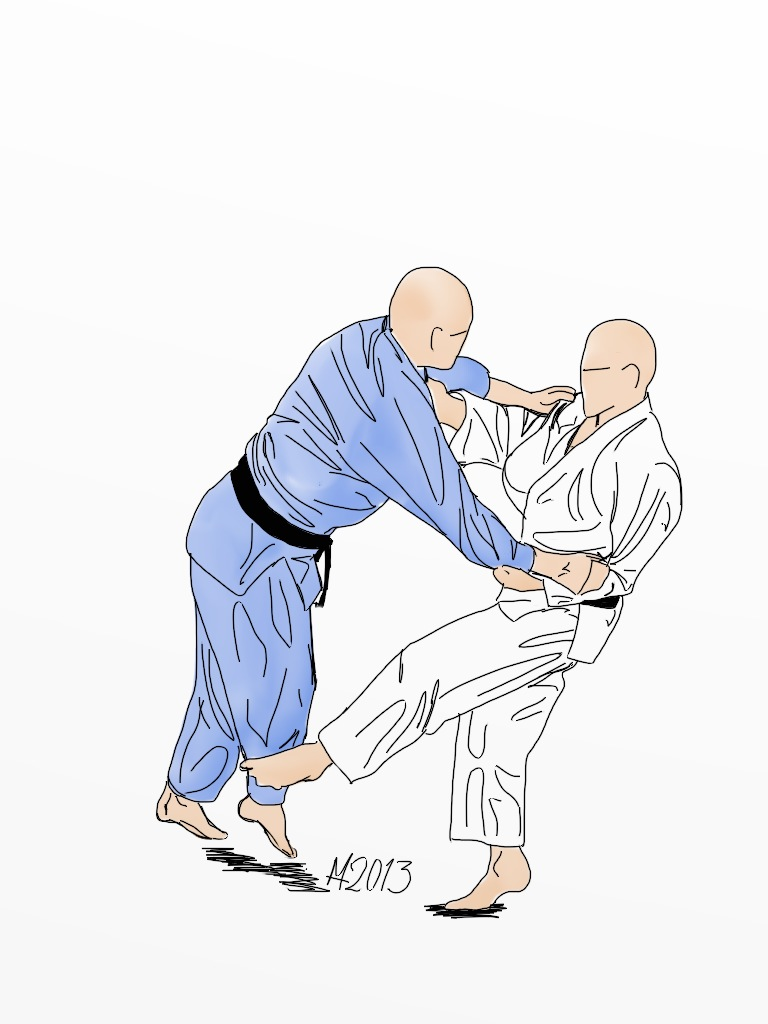

Harai-Tsuri-Komi-Ashi (balayage du pied en pêchant, en japonais : 払釣込足) est une technique de projection du judo. 
Harai-Tsuri-Komi-Ashi est la 6e technique du 3e groupe du Gokyo. Harai-Tsuri-Komi-Ashi fait partie des techniques de pieds et de jambes (Ashi-Waza).